# Skultorps IF
Skultorps IF är en fotbollsklubb i Skultorp, Skövde, grundad 1940. Skultorp spelade en säsong i division III 1975, som då var landets tredje högsta serienivå, men vann endast en match, förlorade återstoden och nedlfyttades.

## Nabben Cup
Nabben Cup är en fotbollscup som spelas i augusti varje år.

## Fotnoter
1. ↑  https://sites.google.com/view/clasglenningfootball/hem/sweden-historical-tables/1975